# 保土ヶ谷パーキングエリア
保土ヶ谷パーキングエリア（ほどがやパーキングエリア）は、神奈川県横浜市神奈川区の第三京浜道路にあるパーキングエリア。下り線（横浜方面）のみ設置されている。

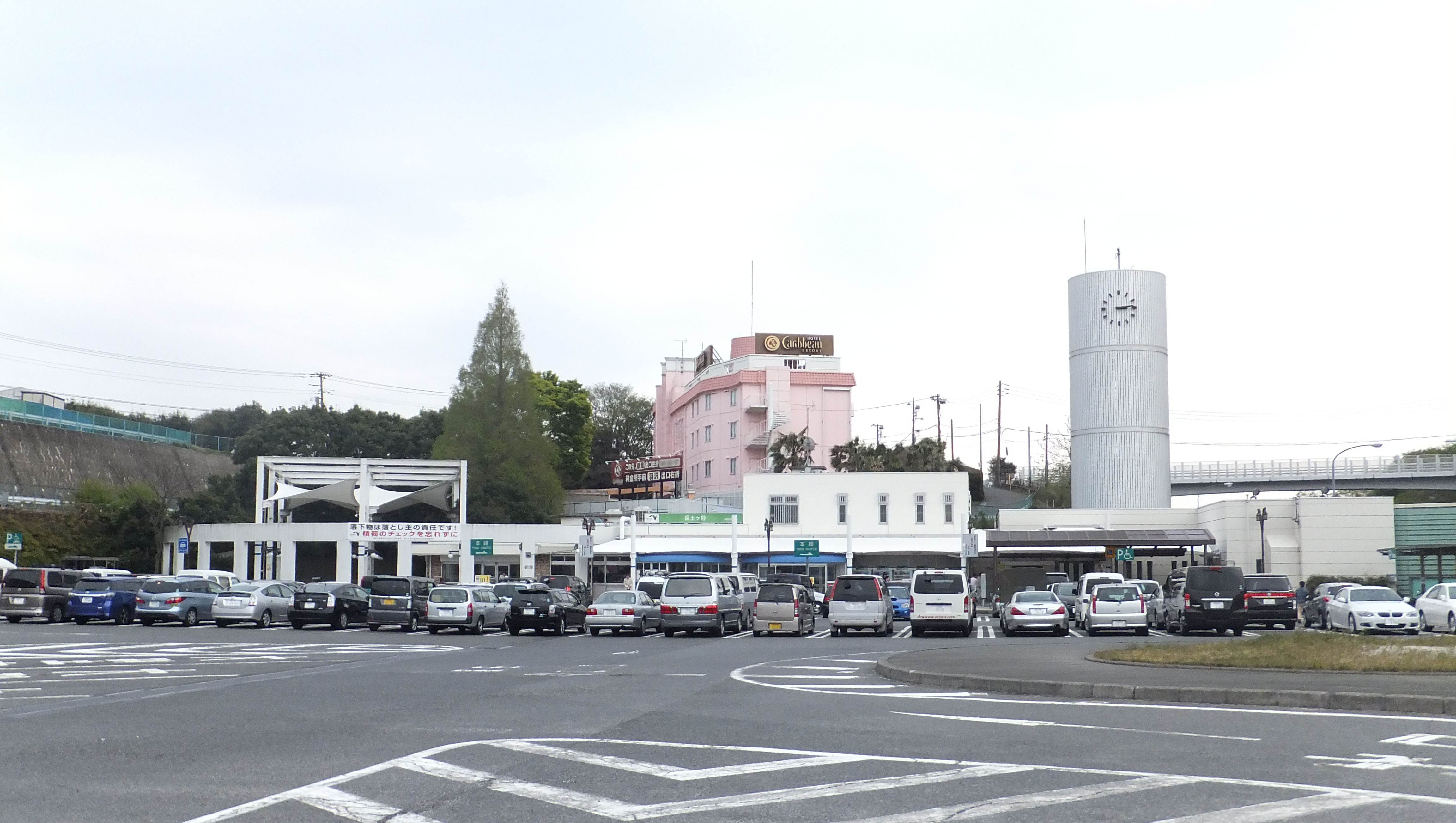
保土ヶ谷パーキングエリア

## 道路
- E83 第三京浜道路（国道466号）

## 施設

### 下り線（横浜方面）
- 駐車場
  - 大型 21台
  - 小型 97台（車椅子用駐車スペース有）
- トイレ
  - 男性 大7（和式2・洋式5）・小12
    - 子供用トイレ 大1（洋式1）
    - 男児用 小 1

  - 女性 22（和式2・洋式20）
    - 子供用トイレ 大1（洋式1）
    - 同伴の男児用 小1

  - 車椅子用 1
- 松屋（24時間）[1]
- ショッピングコーナー（24時間）
- 自動販売機
- 給電スタンド（24時間）

## 歴史
以前は、小型10数台程度の駐車スペースの所に出口があり、奥に50台程の駐車スペース（現在の建物付近）があったが、奥の駐車スペースを利用する客は殆ど居らず、トイレと立ち食いそばのスタンドと売店のPAであった。当時の建物があった位置は、現在よりも玉川寄りである。1989年（平成元年）頃から断続的に続けられた改修工事の結果、現在の姿に至る。PAからの出口は現在と殆ど同じ場所にあった。
- 2021年（令和3年）
  - 9月30日 : スナックコーナーとショッピングコーナーが業態変更工事のため閉店[2]。
  - 12月9日 : 業態変更後の店舗が松屋になることが発表される[1]。
  - 12月23日 : 松屋とショッピングコーナーがオープン[1]。

## その他
1989年（平成元年） - 1993年（平成5年）頃の週末の深夜は、駐車場がオートバイ乗りの溜まり場となり一般車の利用が困難となった。このため、オートバイの利用が禁止された時期がある。
オートバイブームの沈静化、利用者の自粛傾向もあり、現在は平穏を取り戻している。

## 隣
E83 第三京浜道路
(5) 港北IC/横浜港北JCT - (6) 羽沢IC - 保土ヶ谷TB - 保土ヶ谷PA - 横浜新道連絡路接続 - 三ツ沢JCT - (7) 保土ヶ谷IC